# 伊藤美紀 (女優)
伊藤 美紀（いとう みき、1971年4月9日 - ）は、日本の元女優・歌手・アイドル・タレント。出生名同じ。
愛知県名古屋市出身。現役時代の所属事務所はホリプロ。堀越高等学校卒。血液型はB型。

## 略歴
- 1986年 - 第11回ホリプロタレントスカウトキャラバン・グランプリ[1]。
- 1987年5月21日 - CBS・ソニー（現：ソニー・ミュージックレーベルズ）のHOLLYWOOD LABELより『小娘ハートブレイク』で歌手デビュー[2]。
- 1987年 - 月曜ドラマランド『生徒諸君!』で初主演。映画『名門!多古西応援団』でスクリーン・デビュー[2]。フジテレビ系『桃色学園都市宣言!!』の火曜日「合羽坂学園」レギュラー[4]。
- 1989年 - 国税庁の消費税導入を告知するポスターに採用され[1]、消費税アイドルとして有名になる。
- 1991年 - フジテレビ系『オールナイトフジ』の企画ユニット「堀越ダイナマイツ」（伊藤、本田理沙、相川恵里）のメンバーとして活動[3]。
- 2002年 - 一般男性と結婚。

## 人物・エピソード
- 小学生時代、家族で長島温泉に行った際、「家族全員のソフトクリームを買って来る!」と自発的に行動したが、十数分経っても戻って来ないので母親が様子を見に行くと、カウンターで動かずジッと俯いたままで、後から来た人にどんどん先を越されていたというエピソードがあった。また、中村雅俊、西田敏行とのトリプル主演のドラマ収録に向かったある日、二人から「美紀ちゃ〜ん」と親しげに呼ばれてびっくりした彼女は、返礼もせずに近くにいた顔見知りの記者の方に歩いて行ってしまい、それを見た別の記者に「大物俳優二人を無視した生意気な女」と書き立てられてしまった。また、立花理佐と雑誌の取材で温泉旅館に泊まった際、他の二人に気を使うあまり着替えが遅れ、それをマネージャーに咎められ自室に籠城してしまったなど、人見知りにまつわるエピソードは数多い。

- デビュー曲『小娘ハートブレイク』の衣装は事務所の先輩である和田アキ子が用意した。デビューイベントにも駆けつけ「デビューする後輩に私が衣装をプレゼントすると、その子は売れるというジンクスがある」と発言。和田の出演番組にも頻繁にゲストとして呼んだり、ホームパーティーに招くなどして応援していた。

- 堀越高等学校での同級生には、水谷麻里、若林志穂、本田理沙、久松由実、大根夕佳、岡谷章子などがいた。

- モモコクラブのメンバーでもあり、同名を冠したTV番組にもレギュラー出演していた（桃組出席番号1618番）。

## ディスコグラフィー

### シングル
| No. | タイトル                 | 発売日         | 最高位 | 作者                                               | 備考 |
| --- | ------------------------ | -------------- | ------ | -------------------------------------------------- | --- |
| 1st | 小娘ハートブレイク       | 1987年5月21日  | 18位   | 作詞: 栃内淳 作曲: 井上ヨシマサ 編曲: 大谷和夫     | 初回プレス分のみ、スケルトンピンク仕様レコード |
| 1st | 小娘ハートブレイク       | 1987年5月21日  | 18位   | 作詞: 栃内淳 作曲: 井上ヨシマサ 編曲: 大谷和夫     | B/W ： 天使のスランプ 作詞：栃内淳 作曲：井上ヨシマサ 編曲：大谷和夫                                                                                               |
| 2nd | 哀愁ピュセル             | 1987年7月29日  | 13位   | 作詞: 栃内淳 作曲: 井上ヨシマサ 編曲: 船山基紀     | タイトー ファミリーコンピュータ ディスクシステム用ゲームソフト「奇々怪界 -怒濤編-」CMソング                                                                        |
| 2nd | 哀愁ピュセル             | 1987年7月29日  | 13位   | 作詞: 栃内淳 作曲: 井上ヨシマサ 編曲: 船山基紀     | B/W : 小夜カーニバル 作詞：栃内淳 作曲：ZUNTATA 編曲：津田治彦 タイトー ファミリーコンピュータ ディスクシステム用ゲームソフト「奇々怪界 -怒濤編-」イメージ・ソング |
| 3rd | UBU                      | 1987年10月21日 | 16位   | 作詞: 栃内淳 作曲: 井上ヨシマサ 編曲: 船山基紀     | ― |
| 3rd | UBU                      | 1987年10月21日 | 16位   | 作詞: 栃内淳 作曲: 井上ヨシマサ 編曲: 船山基紀     | B/W ： キミのミキ （デビュー候補曲） 作詞：栃内淳 作曲・編曲：井上ヨシマサ                                                                                         |
| 4th | 誘惑88                   | 1988年2月26日  | 32位   | 作詞: 栃内淳 作曲: 井上ヨシマサ 編曲: 井上ヨシマサ | 01. 誘惑88 |
| 4th | 誘惑88                   | 1988年2月26日  | 32位   | 作詞: 栃内淳 作曲: 井上ヨシマサ 編曲: 井上ヨシマサ | 02. 春がいっぱい 作詞：岩里祐穂 作曲：上田知華 編曲：船山基紀 （初の8cmCDシングル作品）                                                                            |
| 5th | しゃきしゃきビーチタウン | 1988年7月1日   | 38位   | 作詞: 栃内淳 作曲: 井上ヨシマサ 編曲: 米光亮       | 01. しゃきしゃきビーチタウン |
| 5th | しゃきしゃきビーチタウン | 1988年7月1日   | 38位   | 作詞: 栃内淳 作曲: 井上ヨシマサ 編曲: 米光亮       | 02. ハニー 作詞：栃内淳 作曲：井上ヨシマサ 編曲：船山基紀 |
| 6th | やる気マンマン体操       | 1988年8月13日  | 55位   | 作詞: 森雪之丞 作曲: 白井良明 編曲: 米光亮         | 01. やる気マンマン体操 TBS系『やる気マンマン日曜日』コーナーソング                                                                                                 |
| 6th | やる気マンマン体操       | 1988年8月13日  | 55位   | 作詞: 森雪之丞 作曲: 白井良明 編曲: 米光亮         | 02. ハートステップ 作詞：伊藤美紀・栃内淳 作曲：井上ヨシマサ 編曲：清水信之                                                                                        |
| 7th | RISAの片想い             | 1989年3月21日  | 69位   | 作詞: 森雪之丞 作曲: 小室和之 編曲: 白井良明       | ラストシングル 01. RISAの片想い |
| 7th | RISAの片想い             | 1989年3月21日  | 69位   | 作詞: 森雪之丞 作曲: 小室和之 編曲: 白井良明       | 02. チョークのイニシャル 作詞：田口俊 作曲：牧野信博 編曲：角谷和俊                                                                                                |

### アルバム
|                | タイトル                                                   | 発売日        | 最高位 | 収録曲 |
| -------------- | ---------------------------------------------------------- | ------------- | ------ | --- |
| 1st            | PUCELLE                                                    | 1987年9月2日  | 32位   | 01. ハートのチェリーをあげる 02. 星空に唄えば 03. ピンクのリボン 04. GIRL 〜虹の彼方で〜 05. MY POP 06. 哀愁ピュセル 07. 図星16（SIXTEEN） 08. 小娘ハートブレイク （Re-Mix Version） 09. じぶん反抗期 10. 雨の中のセシル |
| Mini （8cmCD） | OVER THE RAINBOW                                           | 1988年7月21日 |        | 01. （DJ） 小娘ハートブレイク 02. 哀愁ピュセル 03. （DJ） UBU 04. 誘惑88 05. （DJ） GIRL 〜虹の彼方で〜 |
| Mini （8cmCD） | Girls On The Beach                                         | 1988年7月21日 |        | 01. Hollywood smile にご用心 02. No return [あなたに帰れない] 03. さよならなんかこわくない 04. ハート・ステップ 05. しゃきしゃきビーチタウン |
| 企画盤 Best    | アイドル・ミラクルバイブルシリーズ 伊藤美紀 （完全限定盤） | 2003年12月3日 | 268位  | 01. 小娘ハートブレイク 02. 天使のスランプ 03. 哀愁ピュセル 04. 小夜カーニバル 05. GIRL 〜虹の彼方で〜 06. 図星16 07. じぶん反抗期 08. 雨の中のセシル 09. UBU 10. キミのミキ 11. 誘惑88 12. 春がいっぱい 13. しゃきしゃきビーチタウン 14. ハニー 15. やる気マンマン体操 16. ハート・ステップ 17. RISAの片想い 18. チョークのイニシャル 19. さよならなんかこわくない |

## 出演

### テレビドラマ
- 月曜ドラマランド『生徒諸君!』（1987年6月8日、フジテレビ系）主演 - 北城尚子 役
- Wパパにオマケの子?!（1987年10月 - 1988年3月、日本テレビ系）
- 外科医・有森冴子（1990年4月 - 6月、日本テレビ系）
- 東京ラブストーリー（1991年1月 - 3月、フジテレビ系） - 石井ケイコ 役
- 東芝日曜劇場『しつこい先生のおかげです』(1991年3月24日、毎日放送・TBS系)
- 世にも奇妙な物語（フジテレビ系）

「愛車物語」（1991年4月18日）
「タガタガの島」（1992年5月21日）
冬の特別編 「言葉の戦争」（1994年1月6日）
聖夜の特別編  「恐怖のカラオケ歌合戦」 （1996年12月24日） - 吉田和子 役
- また又・三匹が斬る! 第14話「戸隠は、女郎の恨みか鬼女の花」（1991年8月22日、テレビ朝日系） - お雪 役
- ルージュの伝言 vol.13「冷たい雨」（1991年7月3日、TBS系）
- 101回目のプロポーズ（1991年7月 - 9月、フジテレビ系）
- 木曜劇場『しゃぼん玉』（1991年10月 - 12月、フジテレビ系） - 北川春美 役
- 本当にあった怖い話 「怪!映画館の幽霊」（1992年6月8日、テレビ朝日系）
- ニュースなあいつ（1992年7月 - 9月、読売テレビ・日本テレビ系） - 菊池みどり 役
- 八百八町夢日記 第2シリーズ 最終回「夢之介最大の危機」（1992年、日本テレビ系） - お新 役
- 土曜ワイド劇場『同居人カップルの殺人推理旅行』（1994年、テレビ朝日系） - 八神涼子 役
- あばれ医者嵐山 第5話「夢のかけら」（1995年11月6日、テレビ東京系） - お杉 役
- もう大人なんだから!（1996年、毎日放送・TBS系「ドラマ30」）
- 土曜ワイド劇場『混浴露天風呂連続殺人16』（1996年、テレビ朝日系） - 香川恵子 役
- 火曜サスペンス劇場「盲人探偵・松永礼太郎8」『洗脳』（1997年7月29日） - 野田由紀 役
- 恋の片道切符 （1997年10月 - 12月、日本テレビ系）
- 愛の劇場（TBS系）

『さしすせそ!?』（1997年11月 - 12月）
『あっとほーむ』（2000年3月 - 6月） - 大久保早苗 役
- 金曜エンタテイメント『美容エステ探偵』（2000年6月16日、フジテレビ系）
- 土曜ワイド劇場『タクシードライバーの推理日誌 〜二つの顔を持つ乗客〜』（2001年10月13日、テレビ朝日系） - 青井里美 役

### 映画
- 名門!多古西応援団（1987年8月15日公開、東映） - 志摩涼子 役
- ストロベリータイムス2 サンタが恋しにやってきた
- ごんたくれ
- 赤い犯行　夢の後始末（1997年）
- 難波金融伝ミナミの帝王10「堕ちる女」（1998年）

### バラエティ
- 桃色学園都市宣言!!（火曜日・合羽坂学園、1987年10月 - 1988年3月）（フジテレビ）
- パオパオチャンネル（1987年 - 1989年9月放送、テレビ朝日系）
- 笑う犬の生活（第6回・1998年11月18日放送、フジテレビ系）

### CM
- タイトー（1987年）

ファミコンディスクシステムゲームソフト『奇々怪界 -怒濤編-』
- 小林製薬 （1987年）

『びふナイト』
- グリコ （1988年）

グリコアイス『アイスバー』
- 日糧パン（1992年〜1993年）

『長崎蒸しパン』など
- 牛乳石鹸（年不明）

『DAY UP コート IN シャンプー & リンス』

### その他イメージキャラクター等
- 総理府 「消費税（3%）導入」告知ポスター（1989年）

## 写真集
- もっと、キミに会いたい（1987年9月、扶桑社、撮影：斎藤清貴）ISBN 978-4594001681
- MIKI ITO（1988年3月、近代映画社）ISBN 978-4764815025
- PURE（1989年4月、近代映画社、撮影：本間寛）ISBN 978-4764815803
- か・な・り・誘気（1990年8月、ワニブックス、撮影：木村晴）ISBN 978-4847021534